# マーク・フェルドマン
マーク・フェルドマン（Mark Feldman、1955年7月17日 - 、シカゴ生まれ）は、アメリカのジャズ・ヴァイオリニストである。

## 略歴
フェルドマンは1973年から1980年までシカゴ、1980年から1986年までテネシー州ナッシュビル、1986年からニューヨークと西ヨーロッパに活動の拠点を置いてきた。ジョン・ゾーン、ジョン・アバークロンビー、マサダ・ストリング・トリオ、デイヴ・ダグラス、ユリ・ケイン、ビリー・ハートとともに活動してきている。
彼はシカゴ市民オーケストラのメンバーを務めながら、シカゴの多くのバー・バンドで演奏した。スタジオ・ミュージシャンとしてナッシュビルで200以上のレコーディングに参加して演奏し、ナッシュビル交響楽団のメンバーを務め、カントリー・ウエスタン・エンターテイナーのロレッタ・リンやレイ・プライスのツアー・グループのメンバーを務めた。
2003年には、オランダ・ラジオ・フィルハーモニー管弦楽団とグース・ヤンセンのヴァイオリン協奏曲において、WDRジャズ管弦楽団とビル・ドビンズのジャズ管弦楽団のためのヴァイオリン協奏曲においてソリストを務めた。ニューヨークのリンカーン・センターにて、彼はピアニストのポール・ブレイやムハル・リチャード・エイブラムスとデュオで演奏を行った。
彼はマイケル・ブレッカー、リー・コニッツ、ジョー・ロヴァーノ、クリス・ポッターとレコーディングを行い、現代音楽とモダン・ジャズのソリストとしてニューヨークで100以上のレコーディングを行ってきた。
フェルドマンは、『Music for Violin Alone』（ツァディク、1995年）、『Book of Tells』（Enja、2000年）、『What Exit』（ECM、2006年。イギリスのピアニストであるジョン・テイラー参加）、『To Fly to Steal』（Intakt、2010年。ベーシストのトーマス・モーガン、ドラマーのジェリー・ヘミングウェイ参加）、『Oblivia』（ツァディク、2010年。彼の妻でスイスのピアニスト、シルヴィー・クルボアジェ参加）を含む、数多のアルバムをリリースしている。

## ディスコグラフィ

### リーダー・アルバム
- Music for Violin Alone (1995年、Tzadik)
- 『ミュージック・フォー・ヴァイオリン&ピアノ』 - Music for Violin and Piano (1999年、Avant)
- Book of Tells (2005年、Enja)
- What Exit (2006年、ECM)
- Secrets (2009年、Tzadik) ※with ユリ・ケイン、グレッグ・コーエン、ジョーイ・バロン
- To Fly to Steal (2010年、Intakt) ※シルヴィー・クルボアジェ＝マーク・フェルドマン・カルテット with トーマス・モーガン、ジェリー・ヘミングウェイ
- Oblivia  (2010年、Tzadik) ※with シルヴィー・クルボアジェ
- Hôtel du Nord (2011年、Intakt) ※シルヴィー・クルボアジェ＝マーク・フェルドマン・カルテット with トーマス・モーガン、ジェリー・ヘミングウェイ
- Live at Theatre Vidy–Lausanne (2013年、Intakt) ※シルヴィー・クルボアジェ＝マーク・フェルドマン・デュオ
- Birdies for Lulu (2014年、Intakt) ※シルヴィー・クルボアジェ＝マーク・フェルドマン・カルテット with スコット・コリー、ビリー・ミンツ
- Miller's Tale (2016年、Intakt) ※シルヴィー・クルボアジェ＝マーク・フェルドマン with エヴァン・パーカー、イクエ・モリ

### アーカード・ストリング・トリオ
- Arcado (1989年、JMT)
- 『ビハインド・ザ・ミス』 - Behind the Myth (1990年、JMT)
- 『フォー・スリー・ストリングス・アンド・オーケストラ』 - For Three Strings and Orchestra (1992年、JMT) ※with Kölner Rundfunk Orchester conducted by David de Villiers
- Green Dolphy Suite (1995年、Enja) ※with Trio De Clarinettes
- 『ライヴ・イン・ヨーロッパ』 - Live in Europe (1996年、Avant)
- Deep Resonance (2020年、Fundacja Słuchaj!) ※with イーボ・ペレルマン

### 参加アルバム
ジョン・アバークロンビー
- 『オープン・ランド』 - Open Land (1998年、ECM)
- 『キャット&マウス』 - Cat 'n' Mouse (2000年、ECM)
- 『クラス・トリップ』 - Class Trip (2003年、ECM)
- The Third Quartet (2006年、ECM)
- 『ウェイト・ティル・ユー・シー・ハー』 - Wait Till You See Her (2008年、ECM)

ムハル・リチャード・エイブラムス
- One Line, Two Views (1995年、New World)
- The Visibility of Thought (2001年、Mutable)

レイ・アンダーソン
- Big Band Record (1994年、Gramavision) ※with ジョルジュ・グルンツ・コンサート・ジャズ・バンド

ティム・バーン
- 『フラクチュアード・フェアリー・テール』 - Tim Berne's Fractured Fairy Tales (1989年、JMT)

ドン・バイロン
- 『ウェディング・ダンス～ドン・バイロン・プレイズ・ザ・ミュージック・オブ・ミッキー・カッツ』 - Don Byron Plays the Music of Mickey Katz (1993年、Nonesuch)

ユリ・ケイン
- 『ウルリヒト』 - Urlicht / Primal Light (1997年、Winter & Winter)
- Wagner e Venezia (1997年、Winter & Winter)
- The Sidewalks of New York: Tin Pan Alley (1999年、Winter & Winter)
- 『グスタフ・マーラー・イン・トブラッハ』 - Gustav Mahler in Toblach (1999年、Winter & Winter)
- 『ダーク・フレイム』 - Gustav Mahler: Dark Flame (2003年、Winter & Winter)

The Chromatic Persuaders
- The Chromatic Persuaders (1994年、Konnex)
- Extrospection (1998年、Timescraper)

シルヴィー・クルボアジェ
- Abaton (2003年、ECM)

デイヴ・ダグラス
- Parallel Worlds (1993年、Soul Note)
- Five (1996年、Soul Note)
- 『チャームズ・オブ・ザ・ナイト・スカイ』 - Charms of the Night Sky (1998年、Winter & Winter)
- Convergence (1999年、Soul Note)
- 『サウザンド・イヴニングス』 - A Thousand Evenings (2000年、RCA)
- El Trilogy (2001年、BMG)
- 『ウィットネス』 - Witness (2001年、RCA)

エレーナ・エケモフ
- Leaving Everything Behind (2016年、L & H)

ビリー・ハート
- Amethyst (1993年、Arabesque)
- Oceans of Time (1997年、Arabesque)

クリス・ポッター
- Song for Anyone (2007年、Sunnyside)
- 『イマジナリー・シティーズ』 - Imaginary Cities (2015年、ECM)

マーク・リボー
- Soundtracks Volume 2 (2003年、Tzadik)

ゼイ・マイト・ビー・ジャイアンツ
- 『フラッド』 - Flood (1989年、Skyline)

トム・ヴァーナー
- The Mystery of Compassion (1992年、Soul Note)

Jarek Śmietana Band
- A Tribute To Zbigniew Seifert (2009年、JSR) ※featuring ジェリー・グッドマン、ディディエ・ロックウッド、クジェシミール・デブスキ、クリスチャン・ハウズ、マチェイ・シュチュシェルチク、アダム・バウディフ、ピエール・ブランシャール、マテウシュ・スモチンスキ

ジョン・ゾーン
- 『クリスタルナハト (水晶の夜)』 - Kristallnacht (1993年、Eva)
- Bar Kokhba (1996年、Tzadik)
- Filmworks VI: 1996 (1997年、Tzadik)
- Duras: Duchamp (1997年、Tzadik)
- The Circle Maker (1998年、Tzadik)
- Filmworks VIII: 1997 (1998年、Tzadik)
- The String Quartets (1999年、Tzadik)
- Taboo & Exile (1999年、Tzadik)
- Filmworks XI: Secret Lives (2002年、Tzadik)
- Cobra: John Zorn's Game Pieces Volume 2 (2002年、Tzadik)
- Filmworks XII: Three Documentaries (2002年、Tzadik)
- Masada Recital (2004年、Tzadik) ※with シルヴィー・クルボアジェ
- Filmworks XVIII: The Treatment (2006年、Tzadik)
- 50th Birthday Celebration Volume 1 (2004年、Tzadik) ※with マサダ・ストリング・トリオ
- 50th Birthday Celebration Volume 11 (2005年、Tzadik) ※with バー・コクバ・セクステット
- Azazel: Book of Angels Volume 2 (2005年、Tzadik) ※with マサダ・ストリング・トリオ
- Malphas: Book of Angels Volume 3 (2005年、Tzadik) ※with シルヴィー・クルボアジェ
- Lucifer: Book of Angels Volume 10 (2008年、Tzadik) ※with バー・コクバ・セクステット
- Filmworks XX: Sholem Aleichem (2008年、Tzadik)
- Haborym: Book of Angels Volume 16 (2010年、Tzadik) ※with マサダ・ストリング・トリオ
- The Concealed (2012年、Tzadik)